# Condeixa-a-Nova (freguesia)
Condeixa-a-Nova is een plaats (freguesia) in de Portugese gemeente Condeixa-a-Nova en telt 3 980 inwoners (2001).